# End of the Century
End of the Century (englisch für „Ende des Jahrhunderts“) ist das 1980 erstmals veröffentlichte fünfte Studioalbum der US-amerikanischen Punkband Ramones. Es wurde von Phil Spector produziert, der die minimalistische, E-Gitarren-betonte Musik der Ramones mit aufwendigen Arrangements unterlegte. End of the Century enthält mit der Single-Auskopplung Baby, I Love You den Titel, der während der Karriere der Band deren höchste Charts-Positionierungen erreichte.

## Entstehungsgeschichte

### Vorgeschichte
Bereits im Februar 1977 hatte der Musikproduzent Phil Spector nach dem Besuch eines Ramones-Konzertes in Los Angeles der Band das erste Mal angeboten, eines ihrer Alben zu produzieren und zu seinem eigenen Musiklabel zu wechseln. Spector hatte sich bereits in den vorausgehenden Jahren mit Pop- und Rockmusik-Produktionen (darunter das Beatles-Album Let It Be sowie Soloalben von John Lennon und George Harrison) und mit seinem „Wall of Sound“ einen Namen gemacht. Diese „Wand aus Klang“ schuf er, indem er mit Akribie eine Vielzahl von Tonspuren „übereinanderschichtete“ (Overdubbing), einzelne Instrumentenspuren verdoppelte oder verdreifachte und sie aufwendig mit Klangeffekten wie Hall und Echo versah.
Spector war überzeugt von den Songwriting-Fähigkeiten der Ramones und beabsichtigte, das Hit-Potential, das er in der Musik der Gruppe sah, in seinem Sinne zu fördern und der Band zu einem Nr.-1-Hit zu verhelfen. Bei einem ersten Treffen in Spectors Haus lehnte die Band ab. Erst nach weiteren Überzeugungsversuchen Spectors und als die Verkaufszahlen ihrer folgend veröffentlichten Alben nicht den Erwartungen entsprachen ließen sich die Ramones auf Druck ihrer Plattenfirma Sire Records dazu überreden, sich auf eine Kooperation mit Spector einzulassen. End of the Century ist zugleich das erste Album der Ramones ohne Beteiligung des Gründungsmitglieds, Produzenten und Ramones-Schlagzeugers Tommy Ramone.

### Studioarbeit
Die Aufnahmesitzungen für das Album End of the Century begannen am 1. Mai 1979 im Tonstudio Gold Star Studios in Hollywood, Los Angeles, in dem bereits berühmte Künstler wie Eddie Cochran und die Beach Boys aufgenommen hatten. Auf Wunsch der Ramones übernahm Ed Stasium, der als Produzent und Studiomusiker an den beiden Vorgänger-Alben der Band, Rocket to Russia und Road to Ruin beteiligt gewesen war, die Aufgaben Aufnahmeleitung, zweite Gitarre und Vermittlung zwischen Musikern und Produzent. Im Laufe der Studioarbeit stellte sich heraus, dass die Methoden Spectors das Gegenteil der Arbeitsweise darstellten, die die Ramones von ihren vier vorhergehenden Studioalben gewohnt waren. Für die Vorgängeralben hatte die Band ihre Kompositionen im Tonstudio in kürzestmöglicher Zeit für ein möglichst niedriges Budget und mit verhältnismäßig niedrigem Aufwand für Studioproduktion eingespielt (vergleiche hierzu die Entstehungsgeschichte der Alben Ramones und Leave Home). Bei End of the Century sah sich die Gruppe dagegen dem für sie ungewohnten Perfektionismus von Phil Spector ausgesetzt, der das gesamte Album vor der Veröffentlichung innerhalb eines halben Jahres dreimal komplett neu abmischte. Solch aufwendiger Studioproduktion entsprechend sollte End of the Century mit rund 200.000 US $ Produktionskosten das am teuersten produzierte Album in der Karriere der Ramones werden.

### Konflikte im Studio
Die unterschiedliche Arbeitsweise von Produzent und Band führte im Laufe der Aufnahmesitzungen zu einigen Konflikten, die mehrfach die Weiterführung der Zusammenarbeit in Frage stellten. So sah sich Gitarrist Johnny Ramone gezwungen, den einzelnen, langsam ausklingenden Anfangsakkord des Stücks Rock ’n’ Roll High School stundenlang wieder und wieder einzuspielen; solange, bis Spector mit dem Ergebnis zufrieden war – eine Aufnahmemethode, die die Nerven des als sehr kostenbewusst und ungeduldig geltenden Musikers über Gebühr strapazierte:

“To Johnny this must have been like the chinese water torture.”

„Für Johnny muss das wie die chinesische Wasserfolter gewesen sein.“

Nach den Aufnahmen zum Stück Rock ’n’ Roll High School wollte Johnny Ramone – der nach eigener Aussage von Anfang an gegen die Wahl von Spector als Produzent gewesen war (er bezeichnete diesen als „traurige kleine Figur“) – die Aufnahmesitzungen verlassen und ohne den Rest der Gruppe nach New York City zurückkehren. Er konnte nur mit vereinten Überzeugungsversuchen durch Management und Plattenlabel von seinem Vorhaben abgebracht werden. Spector entschuldigte sich später bei dem Gitarristen und versprach ihm, seine Arbeitsweise für die Ramones zu ändern.
Für weiteren Konfliktstoff sorgte die Begeisterung Spectors für den Gesang von Joey Ramone; dessen angebliche oder tatsächliche Bevorzugung durch Spector führte zu bandinterner Eifersucht, besonders auf Seiten des Gitarristen. Bassist Dee Dee Ramone behauptete später in seiner Autobiografie, er könne sich nicht daran erinnern, auf welchen Stücken des Albums er überhaupt Bass gespielt habe.
Über die strapaziöse Zusammenarbeit der Ramones mit Phil Spector bei diesem Album berichten Bandbiografien mit einigen Anekdoten. So erzählen Dee Dee Ramone und Tour Manager Monte Melnick in ihren Biografien übereinstimmend, Spector habe die Band einmal bei einem Besuch in seinem Haus in Los Angeles über Stunden gegen ihren Willen festgehalten (laut Aussage des Ramones-Bassisten mit vorgehaltener Pistole), um ihnen ein ums andere Mal seine Kompositionen auf dem Klavier vorzuspielen.

## Bedeutung des Albums

### Einschätzung durch die Band
End of the Century war das erste in einer Reihe von Alben der Ramones, zu dessen musikalischer Qualität und Bedeutung für ihre Karriere die Bandmitglieder keinen Konsens finden konnten. An den weit auseinandergehenden Einschätzungen dieses Werks durch die Gruppenmitglieder wird besonders der bandinterne Konflikt zwischen Sänger und Gitarrist deutlich, der die weitere Geschichte der Ramones bis über deren Auflösung hinaus prägen sollte. Während Dee Dee und Johnny Ramone das Album hassten und der Gitarrist End of the Century ungerührt von dessen relativ hohen Charts-Erfolgen im Rückblick als „das Schlechteste was wir jemals in unserer Karriere unternommen haben“ bezeichnete (wörtlich: “[…] the worst thing we’ve ever done in our career”), stufte Joey Ramone das Album inklusive der Zusammenarbeit mit Spector als die Verwirklichung eines Traums ein “(a dream came true)”. Uneinigkeit herrschte in der Band ebenfalls über das Lied Baby, I Love You, eine Komposition von Spector. Da Sänger Joey Ramone als einziges Bandmitglied auf der Aufnahme vertreten ist, bezeichnete Johnny Ramone es als „Joey-Solo-Single“ und befürchtete das Ende der Band-Karriere. Für Auseinandersetzungen in der Band sorgte auch die Auswahl des Fotos für die Vorderseite der Albenhülle. Das verwendete Foto zeigt die Gruppe ohne ihre typischen schwarzen Motorrad-Lederjacken; eine Entscheidung, die der Gitarrist als großen Fehler und als schädlich für das Band-Image betrachtete. Er wurde jedoch von den anderen Bandmitgliedern überstimmt.

### Rezeption und Kritiken
Ungeachtet ihres Bruchs mit der für die vorherigen Ramones-Alben charakteristischen Maxime des musikalischen Minimalismus wurde das für die Band mit untypisch großem Aufwand produzierte End of the Century bei seinem Erscheinen von der Musikpresse überwiegend positiv aufgenommen. Hatten erste Ansätze der Ramones in Richtung aufwendigerer Produktion beim 1978 erschienenen Studioalbum Road to Ruin noch zu ablehnenden Pressereaktionen geführt, so wurde End of the Century bei Erscheinen als „subversive Erfahrung“ (Trouser Press), „das beste, was sie [die Ramones] jemals gemacht haben“ (New Musical Express) und „das glaubwürdigste Album der Ramones und Spectors beste Arbeit seit Jahren“ (Rolling Stone) begrüßt. End of the Century schaffte es 1980 in die Liste der „Alben des Jahres“ von Time Magazine. Musikjournalist David Fricke kritisierte im britischen Magazin Mojo jedoch die Spector-typische Produktion des Albums und bemängelte, dass der charakteristische verzerrte Ramones-E-Gitarren-Sound zu sehr von Klangeffekten und Akustikgitarre überlagert würde.

## Die Musikstücke des Albums (Auswahl)
- Do you Remember Rock ’n’ Roll Radio? ist eine Reminiszenz an die Rockmusik der 1950er- bis späten 1960er-Jahre und nennt im Songtext viele bekannte Musiker (Jerry Lee Lewis, John Lennon, T. Rex), Musiksendungen (Shindig, The Ed Sullivan Show) und Moderatoren von US-Radiostationen (unter anderem Murray the K, Alan Freed) aus diesen Musikepochen. Um den retrospektiven „Rock-’n’-Roll-Charakter“ des Stücks hervorzuheben, werden die Ramones von den für die Band untypischen Hintergrundinstrumenten Saxophon und Elektronische Orgel begleitet. Der Text des Lieds ist inspiriert durch die Kindheit Dee Dee Ramones in Deutschland, in der er nachts unter der Bettdecke heimlich Rockmusik-Radiosendungen von Radio Free Europe und Radio Luxemburg verfolgte.[6]
- Danny Says beschreibt den Tournee-Alltag der Band mit Soundchecks, Autogrammstunden und Interviews. Mit „Danny“ ist der damalige Manager der Ramones, Danny Fields gemeint, dessen Anordnungen die Band laut Liedtext Folge leisten muss. Diese Ballade Joey Ramones wurde laut Aussage des Sängers inspiriert durch Songs von Lou Reed wie Candy Says und Caroline Says.[16]
- Der Text von Chinese Rock behandelt den Alltag eines Heroinabhängigen („Junkie“); der Begriff „Chinese Rock“ selbst ist eine Tarnbezeichnung für die Rauschdroge Heroin. Das autobiografisch gefärbte Stück wurde von Dee Dee Ramone in Zusammenarbeit mit dem damaligen The-Heartbreakers-Bassisten Richard Hell geschrieben. Beide Musiker waren für ihre Heroinsucht bekannt.[19] Aufgrund des brisanten Themas hatten die Ramones es zunächst abgelehnt, das Lied in ihr Repertoire aufzunehmen. Das Stück wurde 1977 mit leicht verändertem Text zuerst von den Heartbreakers auf ihrer ersten Single veröffentlicht.[6]
- The Return of Jackie and Judy zitiert in Text und Musik Judy is a Punk – ein Stück des Debütalbums der Band von 1976, Ramones.[6] An der Aufnahme waren zahlreiche Studiogäste beteiligt, darunter die Leibwache Phil Spectors, die Brüder Dan und David Kessel (Söhne des US-Jazzgitarristen Barney Kessel), sowie der kalifornische DJ und Radiomoderator Rodney Bingenheimer.[20] Die Komposition wurde von Tom Waits in einer Coverversion auf seinem 2006 erschienenen Album Orphans erneut veröffentlicht.
- Auf dem als Single ausgekoppelten Baby, I Love You, in den Jahren 1963/64 ein Hit der Gruppe The Ronettes und als Phil-Spector-Komposition die einzige Coverversion des Albums, ist Sänger Joey Ramone als alleiniges Bandmitglied beteiligt. Er wird durch die von Spector arrangierte Musik eines Ensembles aus Streichern, Keyboards und Akustikgitarren begleitet. Das Lied ist damit die einzige Aufnahme auf allen Alben der Ramones, auf der Streichinstrumente zu hören sind.[6]
- Rock ’n’ Roll High School ist das Titelstück der ebenfalls 1980 veröffentlichten gleichnamigen US-Filmkomödie Rock ’n’ Roll Highschool, in der die Ramones und ihre Musik eine tragende Rolle spielen.
- All the Way ist ein weiterer autobiografisch geprägter Titel über den Band-Alltag, in dessen Text Tour Manager Monte Melnick kurz erwähnt wird (Zitat: “Well, Monte’s making me crazy, it’s just like being in the Navy” – deutsch: „Monte macht mich verrückt; ist ja wie in der Marine.“).

## Titelliste
1. Do you Remember Rock ’n’ Roll Radio? (Ramones)
2. I’m Affected (Joey Ramone)
3. Danny Says (Joey Ramone)
4. Chinese Rock (Dee Dee Ramone/Richard Hell)
5. The Return of Jackie and Judy (Ramones)
6. Let’s Go (Johnny Ramone/Dee Dee Ramone)
7. Baby, I Love You (Phil Spector/Jeff Barry/Ellie Greenwich)
8. Can’t Make it on Time
9. This Ain’t Havana (Dee Dee Ramone)
10. Rock ’n’ Roll High School
11. All the Way (Joey Ramone)
12. High Risk Insurance

### Titel der erweiterten Neuauflage von 2002
1. I Want You Around (Soundtrack Version)
2. Danny Says (Demo)
3. I’m Affected (Demo)
4. Please Don’t Leave (Demo)
5. All the Way (Demo)
6. Do you Remember Rock ’n’ Roll Radio? (Demo)

## Single-Auskopplungen
- Baby, I Love You/High Risk Insurance (Januar 1980)
- Do you Remember Rock ’n’ Roll Radio?/I Want You Around (April 1980)
- I Wanna Be Sedated/The Return of Jackie and Judy (August 1980)

## Charts-Positionen
- End of the Century kam in den US-Billboard Hot 100 1980 bis auf Platz 44, die höchste US-Charts-Platzierung eines Albums der Ramones während ihrer Karriere,[6] in Großbritannien kam es bis auf Platz 14 der UK Top 40 Alben-Charts.[21]
- Die Single Baby, I Love You erreichte ebenfalls 1980 Platz 8 der UK Top 40 Singles-Charts in Großbritannien und war damit die höchste Charts-Positionierung einer Ramones-Single in der Geschichte der Band.[6]